# Антуфьев, Сергей Владимирович
Серге́й Влади́мирович Анту́фьев (род. 22 сентября 1955 года) — губернатор Смоленской области (24 декабря 2007 — 20 апреля 2012).

## Биография
Родился 22 сентября 1955 года в пос. Ак-Кабан (ныне Костанайской области Казахстана).

### Образование
Окончил Казанский авиационный институт им. А. Н. Туполева по специальности «инженер-механик самолетостроения» в 1978 году, Российский социально-политический институт по специальности «политолог» в 1991 году, Юридический институт МВД РФ в 2001 году, кандидат социологических наук.
С 1978 по 1979 год работал инженером-технологом на Смоленском авиационном заводе.

### Политическая деятельность
С 1979 по 1980 год — второй секретарь Заднепровского райкома ВЛКСМ г. Смоленска. С 1980 по 1985 год заведующий лекторской группой, заведующий отделом пропаганды Смоленского обкома ВЛКСМ. С 1985 по 1987 год — заведующий отделом, с 1987 по 1990 год — второй секретарь Заднепровского райкома КПСС. В 1990 году был избран председателем исполкома Заднепровского районного Совета народных депутатов г. Смоленска.
В 1991 году назначен главой администрации Заднепровского района Смоленска. С 1993 по 1994 год — первый заместитель главы администрации г. Смоленска. В 1994 году был избран депутатом, 15 апреля 1994 года — председателем Смоленской областной Думы первого созыва. С января 1996 года по должности входил в Совет Федерации второго созыва, был заместителем председателя Комитета по делам Федерации, Федеративному договору и региональной политике. В 1997 году был избран депутатом Смоленской областной Думы второго созыва, в мае 1998 года сложил полномочия депутата в связи с назначением первым заместителем главы администрации области.

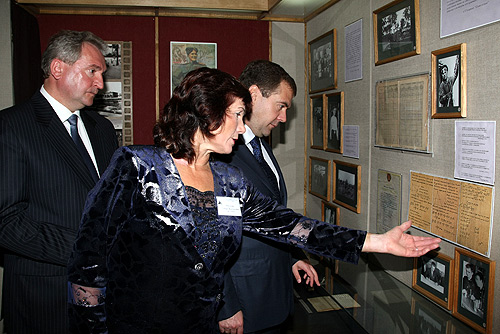
Сергей Антуфьев (слева)

С 1998 по 2002 год — первый заместитель главы администрации Смоленской области. В мае 2002 года был избран депутатом Смоленской областной Думы третьего созыва. С июнь 2002 года по декабрь 2003 года являлся представителем в Совете Федерации Федерального Собрания РФ от Смоленской областной Думы, членом Комитета по делам Федерации и региональной политике, членом Комиссии по делам молодежи и спорту.
7 декабря 2003 года был избран депутатом Государственной Думы четвёртого созыва от Смоленского избирательного округа No 169 Смоленской области, был членом фракции «Единая Россия», заместителем председателя Комитета по делам СНГ и связям с соотечественниками, членом Комиссии по противодействию коррупции.
2 декабря 2007 года был избран депутатом Государственной Думы РФ пятого созыва в составе федерального списка кандидатов, выдвинутого Всероссийской политической партией «Единая Россия», вошёл в состав фракции «Единая Россия».
19 декабря 2007 года Президент России назначил Антуфьева временно исполняющим обязанности губернатора Смоленской области и внес его кандидатуру в Смоленскую областную Думу для наделения его полномочиями губернатора области. 24 декабря 2007 года был наделен полномочиями главы региона.
До марта 2008 года Антуфьев являлся секретарём Политсовета Смоленского регионального отделения Всероссийской политической партии «Единая Россия», сложив с себя полномочия в связи с новой должностью.
20 апреля 2012 года Президент принял досрочную отставку Антуфьева.
20 мая 2012 года Представитель Россотрудничества в Польше (Варшава) до 28 апреля 2016. Его преемник — Игорь Игоревич Жуковский (экс-проректор Балтийского федерального университета имени Иммануила Канта), назначенный представителем с 1 сентября 2016 г.

## Награды
- Медаль ордена «За заслуги перед Отечеством» II степени (2006)
- Золотая медаль «За миротворческую и благотворительную деятельность» (2011)
- Юбилейная медаль «МПА СНГ. 25 лет» (12 апреля 2018 года) — за заслуги в деле развития и укрепления парламентаризма, за вклад в развитие и совершенствование правовых основ функционирования Содружества Независимых Государств, укрепление международных связей и межпарламентского сотрудничества[3]

## Семья и увлечения
Женат, имеет дочь.
Увлечения: историческая литература, волейбол.

## Критика
По данным сетевого экспертного сообщества «Диссернет», диссертация Антуфьева на соискание ученой степени кандидата социологических наук «Социальная адаптация мигрантов как фактор стабильности российского общества» (2005) содержит массовые заимствования из диссертации А. В. Богданова «Социальная адаптация в России беженцев и вынужденных переселенцев из стран СНГ» (2001).